# Завет (фильм)
«Завет» (серб. Завет, Zavet, фр. Promets-moi) — художественный фильм сербского производства, десятый полнометражный фильм Эмира Кустурицы. Премьера состоялась на Каннском кинофестивале 2007 года. «Завет» также стал фильмом открытия XXIX Московского кинофестиваля.

## Сюжет
В деревне живут дед и его внук Цане. Дед, беспокоящийся о судьбе внука, напоминает ему о своей смерти и посылает в город. В городе Цане должен продать корову, купить икону и найти себе невесту. Также дед говорит о том, что в городе живёт его старый друг, сапожник Трифон, поясняя, что в случае чего к нему можно будет обратиться. Приезжая в город, мальчик узнает, что Трифон давно умер, но при этом обретает друзей в лице внуков сапожника, хитрых, но добродушных братьев-строителей. Вскоре Цане знакомится с девушкой по имени Ясна, которая со временем влюбляется в мальчика и соглашается стать его невестой. Однако Цане придётся пройти не одно испытание, чтобы исполнить завет деда и защитить Ясну от бандитов.   

## В ролях
| Актёр             | Роль        |
| ----------------- | ----------- |
| Урош Милованович  | Цане        |
| Мария Петрониевич | Ясна        |
| Александр Берчек  | дед Цане    |
| Лилиана Благоевич | учительница |
| Мики Манойлович   | босс мафии  |
| Стрибор Кустурица | Топаз       |
| Косанка Джекич    | мать Ясны   |
| Владан Милошевич  | Руньо       |

Премьера фильма состоялась 26 мая 2007 года на Каннском кинофестивале, в российский прокат картина вышла 25 октября того же года. В других странах фильм появился в кинотеатрах, начиная с ноября. В англоязычном прокате фильм получил название «Promise Me This», во французском — «Promets-moi».

## Саундтрек
1. Stribor Kusturica & The Poisoners — Jaguar (3’44)
2. Stribor Kusturica & The Poisoners — Vila Marica (4’46)
3. Stribor Kusturica & The Poisoners — Hotelski Cocek (3’06)
4. Stribor Kusturica & The Poisoners — The master’s rumba (3’50)
5. Stribor Kusturica & The Poisoners — Turbo Jazz (4’22)
6. Stribor Kusturica & The Poisoners — The flyer (3’49)
7. Stribor Kusturica & The Poisoners — Death in a wedding dress (4’04)
8. Stribor Kusturica & The Poisoners — The Black train (5’49)
9. Stribor Kusturica & The Poisoners — The Big Brothers Sa Sa (4’27)
10. Stribor Kusturica & The Poisoners — Honeymoon in Bruxells (3’05)
11. Stribor Kusturica & The Poisoners — Vranjanka (the night club theme) (6’29)
12. Stribor Kusturica & The Poisoners — The final fight (5’41)
13. Stribor Kusturica & The Poisoners — Cane in the city of lights (4’48)
14. Stribor Kusturica & The Poisoners — Tavadas Soham (4’56)
15. Stribor Kusturica & The Poisoners — The highlander bolero (4’10)
16. Stribor Kusturica & The Poisoners — Jagodince Begince (5’06)

Stribor Kusturica (drums),
Miša Tričković (bass),
Zoran Marjanović Čeda (percussion’s),
Peđa Janičević (tarabuka),
Dragan Janić Belac (accordion),
Dragan Virijević (keyboard),
Jovica Maksimović (guitar),
Svetislav Vasiljević Cakija (guitar),
Maksim Kochetov (saxophone).